# Copa Espírito Santo de Futebol 2009
In 2009 werd de zevende editie van de Copa Espírito Santo de Futebol, gespeeld voor voetbalclubs uit de Braziliaanse staat Espírito Santo. De competitie werd georganiseerd door de FES en werd gespeeld van 29 augustus tot 15 november. Vitória werd kampioen en mocht daardoor deelnemen aan de Copa do Brasil 2010.

## Groepsfase
| Plaats | Clu            | Wed. | W | G | V | Saldo | Ptn. |
| ------ | -------------- | ---- | - | - | - | ----- | ---- |
| 1.     | Rio Branco     | 8    | 7 | 1 | 0 | 17:5  | 22   |
| 2.     | Vitória        | 8    | 5 | 0 | 3 | 8:5   | 15   |
| 3.     | GEL            | 8    | 3 | 2 | 3 | 12:10 | 11   |
| 4.     | Espírito Santo | 8    | 1 | 2 | 5 | 6:15  | 5    |
| 5.     | Serra          | 8    | 1 | 1 | 6 | 8:16  | 4    |

|  | Geplaatst voor finale |

## Finale
|                 |           |       |            |                               |
| 8 november Heen | Vitória   | 1 – 0 | Rio Branco | Engenheiro Araripe, Cariacica |
| 8 november Heen | Diogo 47' |       |            | Engenheiro Araripe, Cariacica |

|                   |                           |       |            |                               |
| 15 november Terug | Rio Branco                | 2 – 1 | Vitória    | Engenheiro Araripe, Cariacica |
| 15 november Terug | Ronicley 66' Humberto 69' |       | 50' Pelica | Engenheiro Araripe, Cariacica |

## Kampioen
| Copa Espírito Santo de Futebol de 2009 |
| Vitória                                |
| -------------------------------------- |
| VITÓRIA Kampioen (1e titel)            |